# Desolation Rose
Desolation Rose è il dodicesimo album discografico in studio del gruppo musicale progressive rock svedese dei The Flower Kings, pubblicato il 28 ottobre 2013.

## Tracce
1. Tower One – 13:39
2. Sleeping Bones – 4:16
3. Desolation Road – 4:00
4. White Tuxedos – 6:30
5. The Resurrected Judas – 8:24
6. Silent Masses – 6:17
7. Last Carnivore – 4:22
8. Dark Fascist Skies – 6:05
9. Blood Of Eden – 3:12
10. Silent Graveyards – 2:52

## Formazione
- Roine Stolt - voce, chitarre
- Tomas Bodin - tastiere
- Hasse Fröberg - voce, chitarre
- Jonas Reingold - basso
- Felix Lehrmann - batteria